# Tom Wedberg
Tom Wedberg est un joueur d'échecs suédois né le 26 novembre 1953 à Stockholm.
Au 1er février 2023, à 69 ans, il est le 41e joueur suédois avec un classement Elo de 2 390 points

## Biographie et carrière
Tom Wedberg finit premier du tournoi B de Ramsgate en 1979, puis premier (ex aquo avec  Petar Velikov and Shaun Taulbut) de la Politiken Cup en 1981, puis seul vainqueur en 1982. Il finit premier des tournois de Malmö et de Madrid en 1988, premier de la Rilton Cup en 1989-1990 (seul vainqueur) et 2001-2002 (ex aquo avec Agrest et Lalic).
Grand maître international depuis 1990, Tom Wedberg a remporté le championnat de Suède en 2000 à Örebro.
Tom Wedberg a représenté la Suède lors de six olympiades (1978, 1980, 1982, 1988 et 1990 et 1992) ; la Suède finit douzième de l'olympiade en 1980 et 1988, puis onzième en 1990. Il participa à trois Championnat d'Europe d'échecs des nations : en 1980, 1989 et 2001 (au deuxième échiquier)..
Son  meilleur rang international fut 81e-92e joueur mondial en janvier 1983 avec un classement Elo de 2 500.